# A Teta Assustada
La teta asustada (br/pt: A Teta Assustada) é um filme de 2009 dirigido por Claudia Llosa e é uma co-produção entre Peru e Espanha. O filme estrela Magaly Solier e trata sobre o medo das mulheres abusadas na história recente do Peru. Ganhou o Urso de Ouro em 2009 e o premio FIPRESCI no Festival Internacional de Cinema de Berlim, assim como o prêmio de melhor filme no 24º Festival Internacional de Cinema de Guadalajara no México. Foi nomeado para o Oscar de 2010 por Melhor Filme Internacional, se tornando o primeiro filme Peruano a ser nomeado para o prêmio. 
A história centra-se em Fausta (Magaly Solier), uma jovem mulher que (de acordo com suas crenças) têm uma doença chamada "teta assustada", uma doença rara, transmitida pelo medo e sofrimento de mãe para filho através do leite materno, porque sua mãe foi estuprada por terroristas em um momento muito difícil no Peru na década de 1980. Fausta introduz uma batata na vagina para evitar ser estuprada e vive fora do mundo, pois precisa enfrentar a morte de sua mãe e pretende enterrá-la em sua cidade natal, mas não tem dinheiro para isso.

## Elenco
- Magaly Solier .... Fausta
- Susi Sánchez .... Aída
- Efraín Solís .... Noé
- Marino Ballón .... Tio Lúcido
- Antolín Prieto .... Filho da Aída

## Enredo
O filme começa com uma música cantada por uma mulher idosa que está acamada. Ela descreve seu próprio estupro e a morte do seu marido. Ao final da canção, ela falece lentamente enquanto está deitada ao lado da sua filha Fausta (Magaly Solier). Assume-se que Fausta cresceu com histórias de terror que ocorreram durante o conflito entre Sendero Luminoso, um grupo guerrilheiro de esquerda, e o governo do Peru. Isso deixou Fausta com um medo paralisante de homens e estupro. Para impedir qualquer tentativa de estupro, ela coloca uma batata na vagina. Com o passar do filme, essa batata começa a impactar sua saúde, mesmo assim, ela continua não deixando que os médicos a removam.  Após a morte de sua mãe, Fausta e sua família não têm dinheiro suficiente para levar o corpo de sua mãe de volta à aldeia para ser enterrada. Fausta começa a trabalhar na casa de uma rica pianista, Aida (Susi Sánchez), que está lutando para concluir uma nova peça a tempo de um recital. Quando a pianista descobre que Fausta tem um talento para compor suas próprias músicas, Aida a encoraja a completar a canção para ela, oferecendo um colar de pérolas em troca. Fausta precisa desesperadamente desse dinheiro para pagar o funeral de sua mãe e concorda.
Na noite do recital, Aída toca a música de Fausta com aplausos estrondosos. No caminho de volta à casa de Aida após o recital, Fausta comenta sobre a recepção positiva que a música recebeu. Aida teme que Fausta diga algo que deixe o motorista saber que ela não é a compositora e responde expulsando Fausta do carro e deixando-a andar pelas ruas escuras de Lima sozinha. Na noite seguinte ao casamento de sua prima, o tio de Fausta entra em seu quarto e a assusta enquanto ela dorme. Ele implora que ela viva sua vida e não perca seus dias em um estado de medo sem fim, como sua mãe. No final do filme, Fausta decide continuar com o tratamento para remover a batata e enterra sua mãe perto do oceano. Está implícito que Fausta seguirá com sua vida, deixando seus medos para trás.

## Contexto Histórico
Entre 1980 e 1992 o Peru experienciou um período de extrema violência, particularmente na região andina, por conta da revolta do grupo maoista Sendero Luminoso e das ações paramilitares e das forças armadas do estado. Em 1990 o conflito chegou a Lima, a capital do Peru. Claudia Llosa se refere em seu filme à crença popular de que o trauma experimentado por mulheres que foram estupradas por membros da força de segurança foi transmitido aos filhos através do leite materno. Assim, esse período de violência continua afetando não apenas aqueles que a experimentaram, mas também a próxima geração.
O trabalho de Llosa é uma abordagem psicológica e sociológica dos 12 anos de conflito, e é crítico dos estupros em massa usados pelo exército como estratégia de guerra. O filme é baseado no livro Entre Prójimos, de Kimberly Theidon. Em seu livro, Theidon documenta vários depoimentos de mulheres que foram estupradas por até trinta homens por vez, atrocidades que muitas vezes resultavam em gestações. Theidon afirma que "quando os sobreviventes da violência sexual falam sobre suas experiências, eles colocam uma responsabilidade em seus ouvintes em responder ao que ouviram". O filme de Llosa também é uma tentativa de responder a esses testemunhos.

## Filmagem
A maioria dos locais de filmagem está em Manchay, uma área suburbana empobrecida em Pachacamac, a sudeste de Lima, que os indígenas assumiram durante os anos 80 para escapar do terrorismo, e perto de uma área de classe alta de Lima chamada Cieneguilla.

## Recepção Crítica
O filme recebeu críticas positivas, com 78% de aprovação no Rotten Tomatoes e sendo o consenso crítico: "O ritmo deliberado de Claudia Llosa e a narrativa abstrata podem frustrar alguns espectadores, mas não há como negar os prazeres visuais que estão imersos em A Teta Assustada". Peter Brunette, do The Hollywood Reporter, disse que "o filme é maravilhosamente filmado e contém uma infinidade de imagens assustadoras". Boyd van Hoeij, da Variety, disse que "as realidades peruanas e o realismo mágico leve de Llosa se combinam para criar uma imagem vívida de uma sociedade e de seus problemas".
Enquanto alguns críticos peruanos deram críticas negativas ao filme, o enredo e as performances foram elogiadas pelos críticos americanos e europeus.